# مارینو پوله
مارینو پوله (به بلغاری: Marino Pole) یک منطقهٔ مسکونی در بلغارستان است که در شهرستان پتریچ واقع شده‌است.